# Dinclinsin
Dinclinsin, no vodu haitiano, é um loá de origem europeia. Temido por sua extrema ferocidade, este espírito é frequentemente representado como um senhor de escravos que porta não mãos um chicote, o qual usa para punir quem quer que se porte com desídia ante sua presença. Quando toma o corpo de seus fiéis, através dos estados de transe e possessão obtidos mediantes as cerimônias voduístas, Dinclinsin seria conhecido por derramar rum nos bolsos de suas calças, sem que estas sejam molhadas. Seu aparecimento durante os rituais é extremamente raro, dada a complexidade de sua invocação.